# Granja Julieta (bairro de São Paulo)
Granja Julieta é um bairro nobre do distrito paulistano de Santo Amaro, na zona Centro-Sul de São Paulo, capital do Estado de São Paulo. 
Situa-se entre a avenida marginal do rio Pinheiros e a avenida Santo Amaro e Avenida João Dias. É um bairro altamente valorizado, com muitas áreas verdes, sendo exclusivamente residencial (Z1). Uma das áreas verdes que podem ser destacadas, é o Parque Severo Gomes, dentro do qual há um córrego e muitas árvores nativas, inclusive muitas espécies da Mata Atlântica.
Na Granja Julieta havia a "Parada do Galinheiro", da antiga "Companhia de Carris de Ferro de São Paulo a Santo Amaro" que ligava São Paulo de Piratininga à "Villa" de Santo Amaro de Ibirapuera. A denominação antiga da Granja Julieta (nome dado em homenagem à esposa de um antigo proprietário, o açoriano Manuel Justino de Almeida) era Chácara dos Belgas. Nas proximidades da Chácara dos Belgas existia também a Vila Elvira, da família Barroso, que acabou sendo incorporada à Granja Julieta. Consta que existiu no local o maior zoológico particular da América Latina, com antílopes, ursos e onças. O pombal da Praça Bartolomeu Pimentel, da primeira metade do século XX, em ruínas na década de 1980 e reconstruído na década de 1990, é a última construção remanescente da antiga Granja Julieta.
A ocupação da área por residências começou na década de 50. Nos anos 70 já estava quase completamente ocupada por residências de classe média-alta.
Em 1958 o bairro recebeu a Igreja da Paz (luterana) e, em 1989, foi revitalizado o Parque Granja Julieta, renomeado em 1992 para Parque Severo Gomes, em homenagem ao senador que faleceu no acidente aéreo que também vitimou Ulysses Guimarães.